# دل‌ادیهازا
دِل‌اِدْیْهازا (به مجاری:  Délegyháza) یک شهرداری در مجارستان است که در ناحیه سیگت‌سنت‌میکلوش واقع شده‌است. دل‌ادیهازا ۲۵٫۴۲ کیلومتر مربع مساحت و ۲٬۹۹۴ نفر جمعیت دارد.